# GMC Terrain
O GMC Terrain é um veículo utilitário esportivo de porte médio produzido pela GMC.

## Galeria
- Primeira geração (2009-2017)
- Segunda geração (2017-presente)